# Logistische Gleichung
Die logistische Gleichung wurde ursprünglich 1837 von Pierre François Verhulst als demographisches mathematisches Modell eingeführt. Die Gleichung ist ein Beispiel dafür, wie komplexes, chaotisches Verhalten aus einfachen nichtlinearen Gleichungen entstehen kann. Infolge einer richtungsweisenden Arbeit des theoretischen Biologen Robert May aus dem Jahr 1976 fand sie weite Verbreitung. Bereits 1825 stellte Benjamin Gompertz in einem verwandten Zusammenhang eine ähnliche Gleichung vor.
Die zugehörige Dynamik kann anhand eines sogenannten Feigenbaumdiagramms (siehe unten) veranschaulicht werden. Eine wichtige Rolle spielt dabei die schon 1975 von Mitchell Feigenbaum gefundene Feigenbaum-Konstante.

## Das demographische Modell
Für den stetigen Fall siehe logistische Funktion.
Es werden mathematische Gesetzmäßigkeiten gesucht, die die Entwicklung einer Population modellhaft darstellen. Aus der Größe {\displaystyle X_{n}} der Population zu einem gewissen Zeitpunkt {\displaystyle n} soll auf die Größe {\displaystyle X_{n+1}} nach einer Fortpflanzungsperiode (z. B. nach einem Jahr) geschlossen werden.
Das logistische Modell berücksichtigt zwei Einflüsse:
1. Durch Fortpflanzung vermehrt sich die Population geometrisch. Die Individuenzahl ist im Folgejahr um einen Wachstumsfaktor {\displaystyle q_{\mathrm {f} }} größer als die aktuelle Population.
2. Durch Verhungern verringert sich die Population. Die Individuenzahl vermindert sich in Abhängigkeit von der Differenz zwischen ihrer aktuellen Größe und einer theoretischen Maximalgröße {\displaystyle G} mit der Proportionalitätskonstante {\displaystyle q_{\mathrm {v} }}. Der Faktor, um den sich die Population vermindert, hat also die Gestalt {\displaystyle q_{\mathrm {h} }=(G-X_{n})\,q_{\mathrm {v} }}.

Um bei der Berechnung der Population im Folgejahr beide Prozesse zu berücksichtigen, multipliziert man die aktuelle Population {\displaystyle X_{n}} sowohl mit dem Vermehrungsfaktor {\displaystyle q_{\mathrm {f} }} als auch mit dem Hungerfaktor {\displaystyle q_{\mathrm {h} }}. Man erhält damit die logistische Gleichung
{\displaystyle X_{n+1}=q_{\mathrm {f} }\,q_{\mathrm {v} }\,X_{n}\,(G-X_{n})}.
Um die folgenden mathematischen Untersuchungen zu vereinfachen, wird die Populationsgröße {\displaystyle X_{n}} oft als Bruchteil {\displaystyle x_{n}} der Maximalgröße {\displaystyle G} angegeben:
{\displaystyle x_{n}={\frac {X_{n}}{G}}} .
Außerdem werden {\displaystyle G}, {\displaystyle q_{\mathrm {f} }} und {\displaystyle q_{\mathrm {v} }} zusammengefasst zum Parameter {\displaystyle r}:
{\displaystyle r=G\,q_{\mathrm {f} }\,q_{\mathrm {v} }}.
Damit ergibt sich die folgende Schreibweise für die logistische Gleichung:
{\displaystyle x_{n+1}=r\,x_{n}\,(1-x_{n}/K)}.
Hierbei ist {\displaystyle K} die Kapazität des Biotops. Das heißt, es ist die Population, die bei geeigneter Wahl von {\displaystyle r} dem Fixpunkt der Dynamik entspricht.

## Das mathematische Modell
Man kann ohne Beschränkung der Allgemeinheit {\displaystyle K=1} setzen. Dann ergibt sich
{\displaystyle x_{n+1}=r\cdot x_{n}\cdot (1-x_{n})}.
{\displaystyle x_{n}} ist dabei eine Zahl zwischen {\displaystyle 0} und {\displaystyle 1}. Sie repräsentiert die relative Größe der Population im Jahr {\displaystyle n}. Die Zahl {\displaystyle x_{0}} steht also für die Startpopulation (im Jahr 0). Der Parameter {\displaystyle r} ist immer positiv, er gibt die kombinierte Auswirkung von Vermehrung und Verhungern wieder.

### Verhalten in Abhängigkeit vonr
Die Animation unten zeigt Zeitreihenentwicklungen der Logistischen Gleichung im Zeit- und Frequenzbereich (Fourier-Analysis), die sich für wachsende Parameter {\displaystyle 2<r<4} ergeben. Startwert ist jedes Mal  {\displaystyle x_{0}={\tfrac {1}{2}}}.
Gut sichtbar sind die Zonen der Intermittenz innerhalb des deterministischen Chaos.
Bei verschiedenen {\displaystyle r} können die folgenden Verhaltensweisen für große {\displaystyle n} beobachtet werden. Dabei hängt dieses Verhalten nicht vom Anfangswert ab, sondern nur von {\displaystyle r}. An den Grenzen der angegebenen Intervalle verhalten sich die Häufungspunkte der Population stetig, weshalb die jeweilige Grenze sowohl zum vorherigen als auch zum folgenden Intervall gezählt werden kann.
- Mit {\displaystyle r} von 0 bis 1 stirbt die Population in jedem Fall aus.
- Mit {\displaystyle r} zwischen 1 und 2 nähert sich die Population monoton dem Grenzwert {\displaystyle {\tfrac {r-1}{r}}} an.
- Mit {\displaystyle r} zwischen 2 und 3 nähert sich die Population dem Grenzwert {\displaystyle {\tfrac {r-1}{r}}} alternierend, d. h. die Werte liegen ab einem bestimmten {\displaystyle n} abwechselnd über und unter dem Grenzwert.
- Mit {\displaystyle r} zwischen 3 und {\displaystyle 1+{\sqrt {6}}} (etwa 3,45) wechselt die Folge bei fast allen Startwerten (ausgenommen 0, 1 und {\displaystyle 1-{\tfrac {1}{r}}}) zwischen den beiden Umgebungen zweier Häufungspunkte.
- Mit {\displaystyle r} zwischen {\displaystyle 1+{\sqrt {6}}} und ungefähr 3,54 wechselt die Folge bei fast allen Startwerten zwischen den Umgebungen von vier Häufungspunkten.
- Wird {\displaystyle r} größer als 3,54, stellen sich erst 8, dann 16, 32 usw. Häufungspunkte ein. Die Intervalle mit gleicher Anzahl von Häufungspunkten (Bifurkationsintervalle) werden immer kleiner; das Längenverhältnis zweier aufeinanderfolgender Bifurkationsintervalle nähert sich der Feigenbaumkonstanten. Diese Konstante ist auch in anderen mathematischen Zusammenhängen von Bedeutung. (Zahlenwert: δ ≈ 4,6692016091029906718532038204662016172581…).
- Bei {\displaystyle r} annähernd 3,57 beginnt das Chaos: Die Folge springt zunächst periodisch zwischen den Umgebungen der nun instabilen Häufungspunkte umher. Mit weiter wachsendem {\displaystyle r} verschmelzen diese Intervalle so, dass sich deren Anzahl im Rhythmus der Feigenbaumkonstante halbiert, bis es nur noch ein Intervall gibt, in dem die Folge chaotisch ist. Perioden sind dann nicht mehr erkennbar. Winzige Änderungen des Anfangswertes resultieren in unterschiedlichsten Folgewerten – eine Eigenschaft des Chaos.
- Bei vielen Koeffizienten zwischen 3,57 und 4 kommt es zu chaotischem Verhalten, obwohl für bestimmte {\displaystyle r} wieder Häufungspunkte (d. h. stabile periodische Orbits, gegen die fast jeder Anfangswert konvergiert) vorhanden sind. Beispielsweise existieren in der Nähe von {\displaystyle r=3{,}82} bei steigendem {\displaystyle r} erst 3, dann 6, 12 usw. Häufungspunkte. Ebenso gibt es r-Werte mit 5 oder mehr Häufungspunkten – alle Periodendauern tauchen auf.
- Drei tiefliegende mathematische Sätze besagen folgendes: (1) jedes noch so kleine Intervall von Koeffizienten enthält Parameter, für die es stabile periodische Orbits gibt (so dass die Dynamik eben nicht chaotisch ist): also nicht-chaotische Parameter sind "dicht" im Intervall der Koeffizienten. Chaotische Parameter enthalten also keine Intervalle. Aber (2) die chaotischen Parameter haben positives Maß: also mit echt positiver Wahrscheinlichkeit liefert ein zufälliger Parameter chaotische Dynamik. Schließlich (3) hat fast jeder reelle Koeffizient {\displaystyle r} (im Sinne voller Wahrscheinlichkeit) entweder einen stabilen periodischen Orbit (gegen den fast jeder Anfangswert konvergiert) oder ist in strengem Sinne "chaotisch". (Weitere dynamische Möglichkeiten gibt es, haben aber Wahrscheinlichkeit null.)
- Für {\displaystyle r} größer 4 divergiert die Folge für fast alle Anfangswerte und verlässt das Intervall {\displaystyle [0;1]}.

Dieser Übergang von konvergentem Verhalten über Periodenverdopplungen zu chaotischem Verhalten ist generell für nichtlineare Systeme typisch, die in Abhängigkeit von einem Parameter chaotisches oder nicht-chaotisches Verhalten zeigen.
Eine Erweiterung des Wertebereiches auf die komplexen Zahlen führt nach einer Koordinatentransformation zur Mandelbrotmenge.

### Beispiel
Die „logistische Kurve“ mit einer Wachstumsrate {\displaystyle r=1{,}4} verläuft S-förmig.
Ab einem Wert um 3,6 bricht Chaos aus, wie die Abbildung mit {\displaystyle r=3{,}81} illustriert.

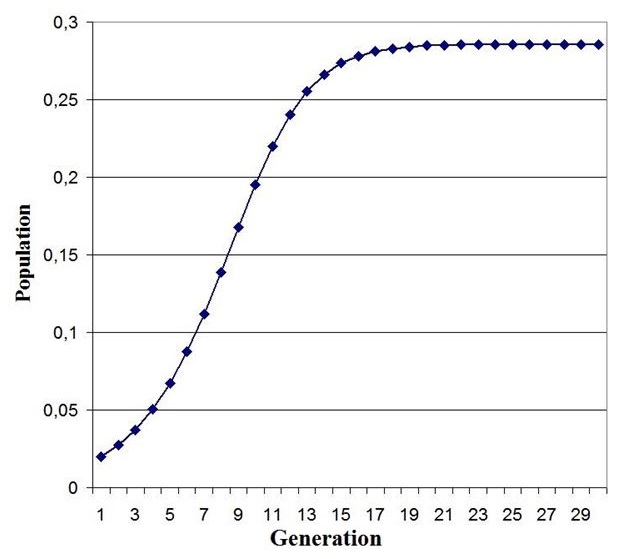
„Logistische Kurve“ mit einer Wachstumsrate r = 1,4

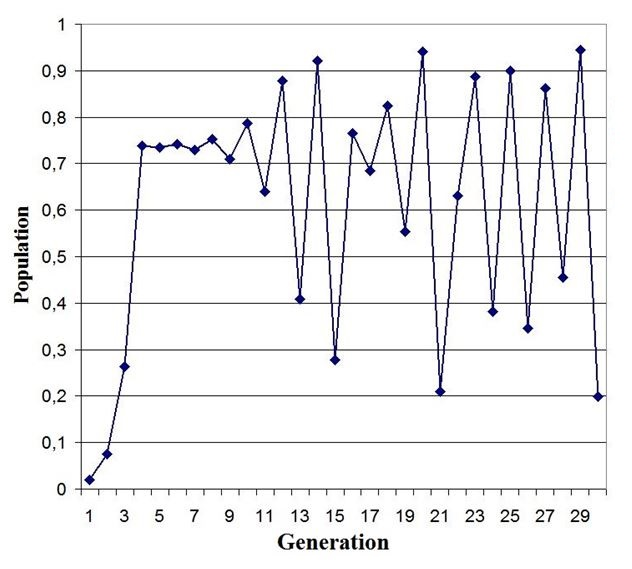
„Logistische Kurve“ mit einer Wachstumsrate r = 3,81

### Graphische Darstellung
Das folgende Bifurkationsdiagramm, bekannt als Feigenbaum-Diagramm, fasst diese Beobachtungen zusammen. Die horizontale Achse gibt den Wert des Parameters {\displaystyle r} an und die vertikale Achse die Häufungspunkte für die Folge {\displaystyle x_{n}}.

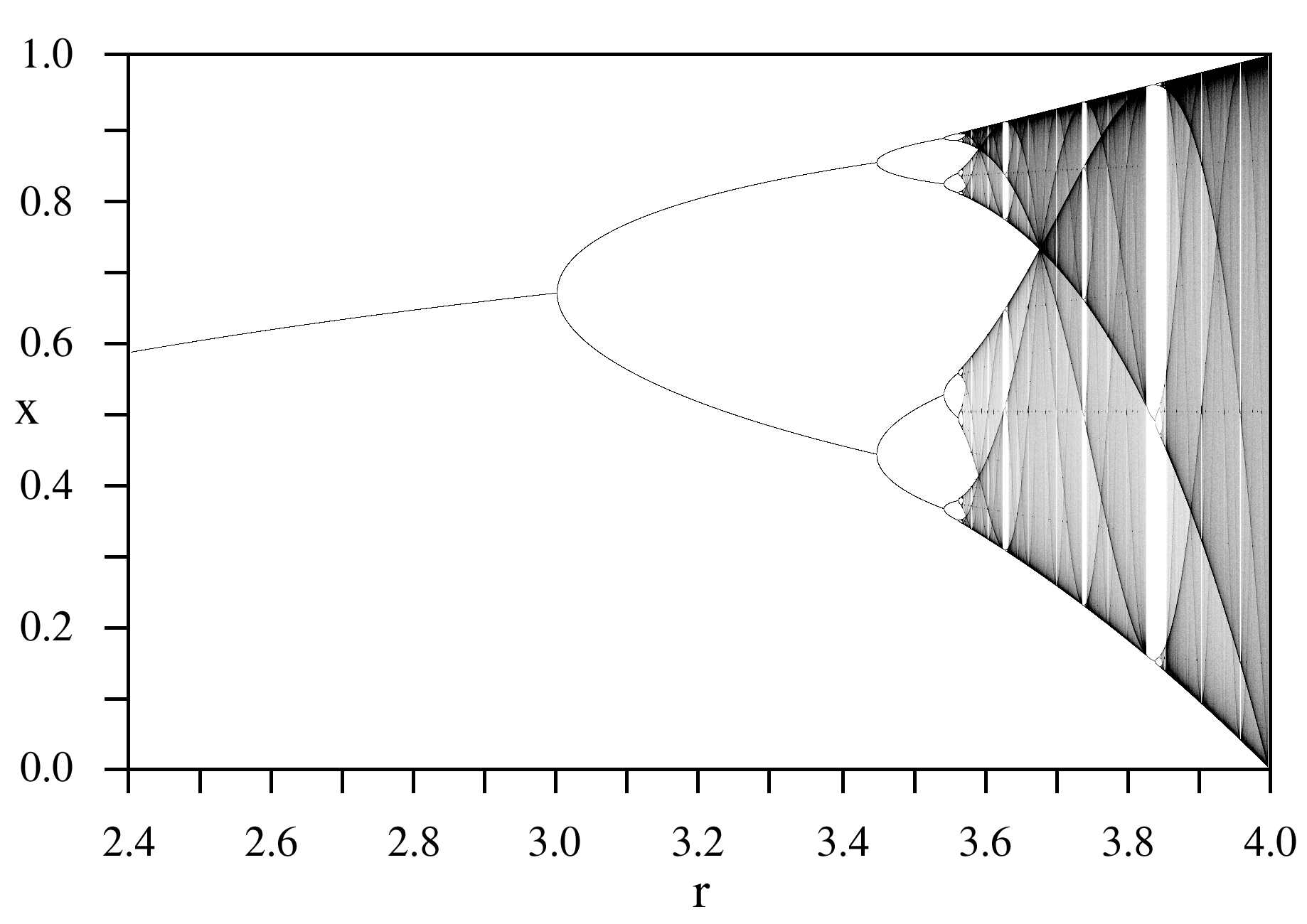
Bifurkationsdiagramm der logistischen Gleichung
Hochauflösende Version ohne Skala
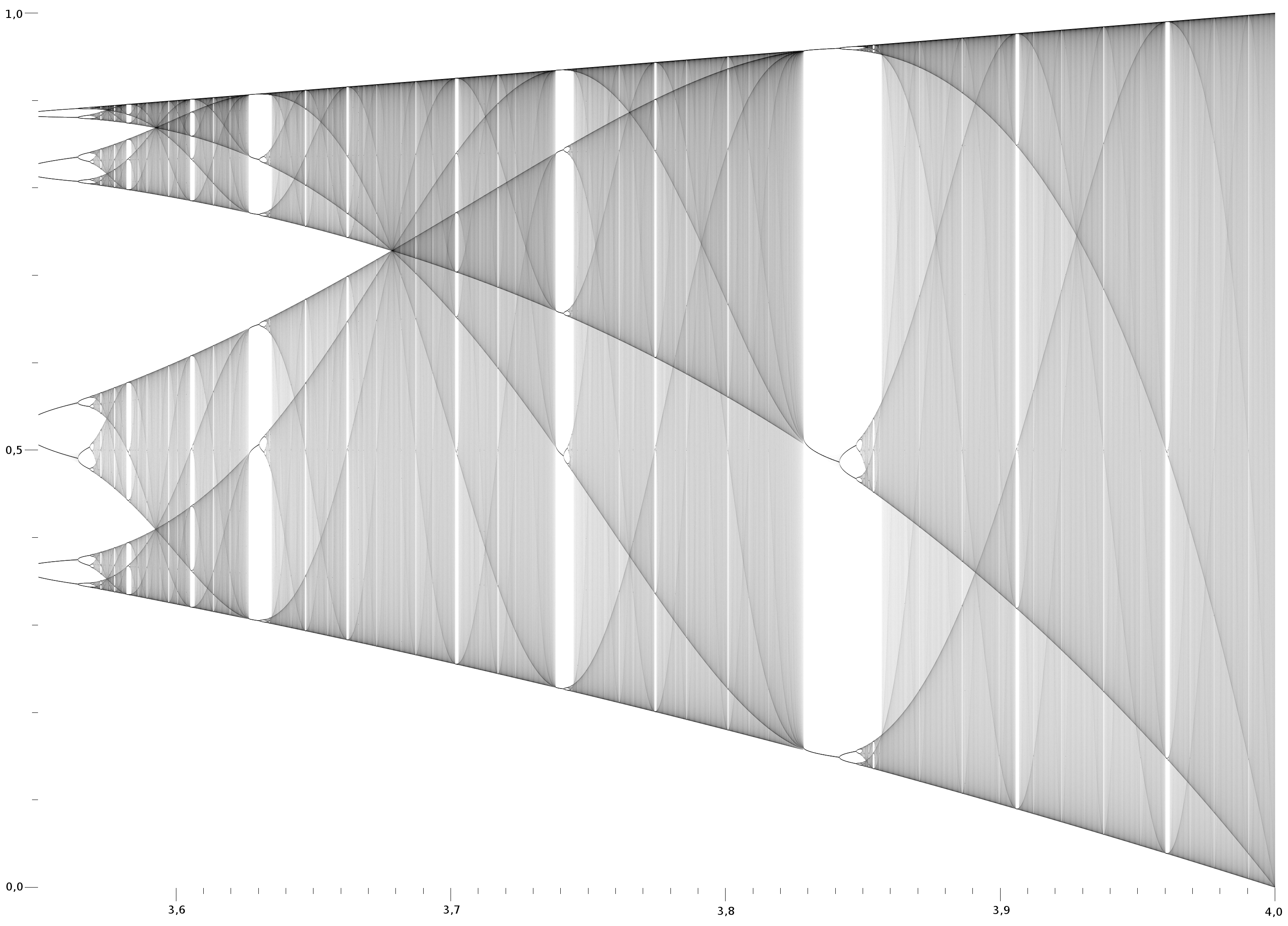
Hochauflösender Ausschnitt des Bifurkationsdiagramms der logistischen Gleichung

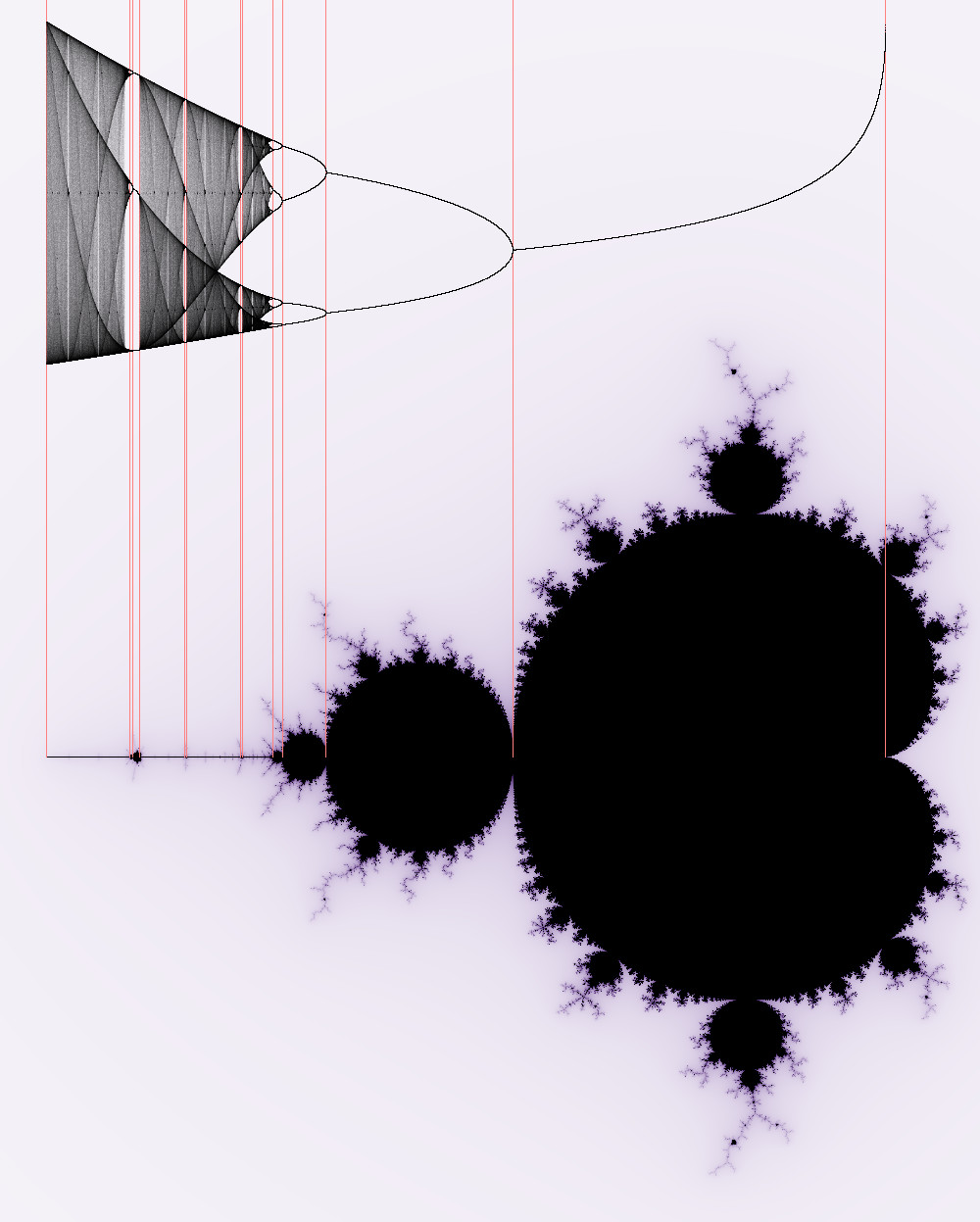
Zusammenhang mit der Mandelbrotmenge (nach Koordinatentransformation)

## Analytische Lösung
Für den Parameter {\displaystyle r=2} existiert eine analytische Lösung:
{\displaystyle x(n)={\frac {1}{2}}-{\frac {1}{2}}(1-2x_{0})^{\left(2^{n}\right)}}.
Für die Parameter {\displaystyle r=-2} und {\displaystyle r=4} können ebenfalls analytische Lösungen angegeben werden.